# 廣瀬千夏
廣瀬 千夏（ひろせ ちなつ、2000年8月25日 - ）は、日本の女性声優。埼玉県出身。アトミックモンキー所属。

## 略歴
アトミックモンキー声優・演技研究所第14期卒業。在学中の2019年10月4日より『&CAST!!!アワー ラブパレット！』にてラジオ番組に初出演し、青木瑠璃子と共にパーソナリティを務めた。2020年4月1日よりアトミックモンキーに所属。
2021年、テレビアニメ『ワッチャプリマジ!』の陽比野まつり役で初レギュラーかつ初主演を演じる。

## 人物
趣味・特技として作詞・作曲、弾き語り、魚を捌く動画をみることをそれぞれ挙げている。

## 出演
太字はメインキャラクター。

### テレビアニメ
2021年
- 恋と呼ぶには気持ち悪い（女子B）
- 戦乙女の食卓II（女子生徒A）
- ワッチャプリマジ!（2021年 - 2022年、陽比野まつり）
- takt op.Destiny（観客）

2022年
- むさしの!（一ノ宮四恩）
- ラブライブ!スーパースター!!
- 惑星のさみだれ（宙野花子）
- アイドリッシュセブン Third BEAT!（女子ダンスチーム）

2023年
- おじゃる丸（綿毛、子ども鬼、ヘイアン女子、子供、カップル）

2024年
- 俺だけレベルアップな件（看護師）
- 【推しの子】（店員）
- らんま1/2 (2024)（女子生徒）

2025年
- ドラえもん（テレビ朝日版第2期）（女子）

### 劇場アニメ
- 銀魂 THE FINAL（2021年）
- 竜とそばかすの姫（2021年）
- ブルーサーマル（2022年、佐波弥生[11]）
- デジモンアドベンチャー02 THE BEGINNING（2023年、子供番組のお姉さん）

### Webアニメ
- 危険信号ゴッデス（2019年、美女、子供、店員、サル 他）

### ゲーム
- ワッチャプリマジ!（2021年 - 2023年、まつり） - 2作品[一覧 1]
- 崩壊3rd（2022年 - 2023年、スーサナ）
- 超探偵事件簿 レインコード（2023年）
- マブラヴ：ディメンションズ（2023年、ツィ・イーフェイ）
- ヘブンバーンズレッド（2025年、その他）

### デジタルコミック
- どうしようもない、ぼくの初恋。（2022年、リコ）[12]

### 吹き替え

#### 映画
- オン・ザ・カム・アップ（2022年、ブリ〈ジャミラ・グレイ〉）
- 死霊館のシスター 呪いの秘密（2024年、シモーヌ[13]）

#### ドラマ
- スノードロップ（2022年、ヨ・ジョンミン〈キム・ミス〉）
- プリティ・リトル・ライアーズ ORIGINAL SIN（2022年、マウス・ホンラダ〈マリア・パイルズ〉[14]）

#### アニメ
- ストレンジ・ワールド/もうひとつの世界（2022年[15]）
- デュードロップ・ダイアリーズ（2023年、フィービー・ローズ[16]）

### ラジオ
※はインターネット配信。
- &CAST!!!アワー ラブパレット！（2019年 - 2020年、&CAST!!!※・超!A&G+※）[17]
- RADIO HAMAMATSUCHO（2020年 - 、文化放送・超!A&G+※）[18]
- メイドラ（2021年 - 、超!A&G+※）弓月宙 役[19][20]

### 舞台
- ワッチャ！リーディング！マジック！（2023年9月15日 - 16日、一ツ橋ホール） - 陽比野まつり 役[21]

### その他
- キャラクタープロジェクト『swing,sing』（2022年 - 、百瀬百々）

## ディスコグラフィ

### キャラクターソング
| 発売日  | 商品名                                                                           | 歌 | 楽曲                                                                         | 備考                                                 |
| 2022年  | 2022年                                                                           | 2022年 | 2022年                                                                       | 2022年                                               |
| ------- | -------------------------------------------------------------------------------- | --- | ---------------------------------------------------------------------------- | ---------------------------------------------------- |
| 3月25日 | TVアニメ『ワッチャプリマジ！』キャラクターソングミニアルバム PUMPING WACCHA！ 01 | 陽比野まつり（廣瀬千夏）、みゃむ（小池理子）                                                                                                   | 「マジ・ワッチャパレード」                                                   | テレビアニメ『ワッチャプリマジ！』挿入歌             |
| 3月25日 | TVアニメ『ワッチャプリマジ！』キャラクターソングミニアルバム PUMPING WACCHA！ 01 | 陽比野まつり（廣瀬千夏）、みゃむ（小池理子）                                                                                                   | 「Magical Future」                                                           | テレビアニメ『ワッチャプリマジ！』エンディングテーマ |
| 5月25日 | TVアニメ『ワッチャプリマジ！』キャラクターソングミニアルバム PUMPING WACCHA！ 02 | 陽比野まつり（廣瀬千夏）、弥生ひな（内田彩）、甘瓜みるき（相良茉優）、心愛れもん（鈴木杏奈）、皇あまね（庄司宇芽香）                           | 「ワッチャ！プリーズ！マジック！-What's your "Please" Magic？-（5人ver.）」  | テレビアニメ『ワッチャプリマジ！』挿入歌             |
| 5月29日 | Harmony                                                                          | 八乙女菫（二ノ宮ゆい）、百瀬百々（廣瀬千夏）、朝比奈日葵（田口華有）、天羽友梨（大橋彩香）、風祭瑠璃（田所あずさ）                             | 「Harmony」                                                                  | 『swing,sing』テーマソング                           |
| 6月10日 | アロマ                                                                           | 百瀬百々（廣瀬千夏） | 「アロマ」                                                                   | 『swing,sing』関連曲                                 |
| 7月20日 | TVアニメ『ワッチャプリマジ！』キャラクターソングミニアルバム PUMPING WACCHA！ 03 | 陽比野まつり（廣瀬千夏）、御芽河あうる（藤寺美徳）                                                                                             | 「奇跡の降る」                                                               | テレビアニメ『ワッチャプリマジ！』挿入歌             |
| 2023年  |                                                                                  | |                                                                              |                                                      |
| 3月22日 | ワッチャプリマジ！ミュージックコレクション                                       | 陽比野まつり（廣瀬千夏）、弥生ひな（内田彩）、甘瓜みるき（相良茉優）、心愛れもん（鈴木杏奈）、皇あまね（庄司宇芽香）、御芽河あうる（藤寺美徳） | 「ワッチャ！プリーズ！マジック！ -What's your "Please" Magic?- （6人ver.）」 | テレビアニメ『ワッチャプリマジ！』挿入歌             |

### シリーズ一覧
1. ↑  『ワッチャプリマジ！』（2021年 - 2022年）、『ワッチャプリマジ！スタジオ』（2022年 - 2023年）